# (500333) 2012 SF27
(500333) 2012 SF27 es un asteroide perteneciente al cinturón de asteroides, descubierto el 18 de septiembre de 2012 por el equipo del Spacewatch desde el Observatorio Nacional de Kitt Peak, Arizona, Estados Unidos.

## Designación y nombre
Designado provisionalmente como 2012 SF27.

## Características orbitales
2012 SF27 está situado a una distancia media del Sol de 3,026 ua, pudiendo alejarse hasta 3,416 ua y acercarse hasta 2,636 ua. Su excentricidad es 0,128 y la inclinación orbital 11,11 grados. Emplea 1922,87 días en completar una órbita alrededor del Sol.

## Características físicas
La magnitud absoluta de 2012 SF27 es 16,6.